# Марсель Мосс
Марсе́ль Мосс (фр. Marcel Mauss; нар. 10 травня 1872, Епіналь, Вогези — пом. 10 лютого 1950, Париж) — французький етнолог і соціолог, племінник і учень Еміля Дюркгейма; вважається «батьком французької антропології». Мосс суттєво вплинув на засновника структурної антропології Клода Леві-Стросса.

## Життєпис
Марсель Мосс народився у місті Епіналь у 1872 р. Його батько Герсон кількома роками раніше одружився з Розін Дюркгейм, старшою сестрою Еміля Дюркгейма. Пізніше, Еміль Дюркгейм, який був на 14 років старший за Марселя Мосса, зіграє важливу роль у його кар'єрі.
З 1890 Мосс вивчає філософію у Бордо, де викладає Еміль Дюркгейм, звідки він випускається у 1895. Замість того, щоб обрати звичайний шлях і залишитися працювати викладачем у Бордо, Мосс відмовляється від цієї посади і від'їжджає до Парижу, аби прослухати курс в École pratique des hautes études (l'EPHE). Він вивчає іноземні мови (в тому числі санскрит), релігійні науки з метою збору матеріалів, необхідних для докторської дисертації на тему молитви. Серед його викладачів були Леон Марійє (Léon Marillier,), Антуан Мейє (Antoine Meillet), Луї Фіно (Louis Finot), Сільвен Леві (Sylvain Levi). У l'EPHE він зустрічає кілька майбутніх членів дюркгеймівського кола, з деякими з яких він стане справжніми друзями (Анрі Юбер (Henri Hubert), Роберт Гертц (Robert Hertz)). У 1901 р. його обирають завідувачем кафедри історії релігій нецивілізованих народів. Саме в цей час його роботи починають набувати тих якостей, завдяки яким сьогодні ми можемо назвати їх антропологічними.
У 1901 Мосс приєднується до команди журналу «Соціологічний Річник» (L'Année Sociologique,), якому він віддавав усе «усе найкраще від себе»; журнал був заснований Емілем Дюркгеймом. Будучи членом цією команди, Мосс, під впливом Жана Жореса, зацікавився соціалізмом. Він був дуже активним у справі Дрейфуса. Допомагав видавати такі ліві видання, як le Populaire, l'Humanité, le Mouvement Socialiste.
1920 року відвідав радянську Росію, після чого написав соціологічний аналіз більшовизму.
У 1925 Мосс разом з Люсьєном Леві-Брюлем (Lucien Lévy-Bruhl) та Полем Ріве (Paul Rivet) засновує Інститут етнології в Парижі. У 1928 він бере участь у проекті створення міжнародного університету в Давосі разом з іншими вченими з Франції та Німеччини. У 1931 отримує місце у Collège de France.
Роки Першої світової війни були руйнівними для Мосса. Багато хто з його друзів і колег загинули на війні, Дюркгейм помер не задовго до її кінця. Повоєнні роки були важкими для Мосса політично. Дюркгейм вніс зміни в шкільні програми по всій Франції, і після його смерті почалися гоніння на його студентів. Він активно боровся з антисемітизмом і расовою політикою до і після Другої світової війни. Марсель Мосс помер у 1950 р. у Парижі.

## Основні ідеї
Будучи прихильником теорії Дюркгейма в цілому, Мосс переглянув деякі її положення. Він фактично відмовляється від різкого антипсихологізму Дюркгейма, прагнучи деякою мірою поєднати соціологію і психологію. На відміну від Е. Дюркгейма, який розглядав людину як двоїсту істоту, яка втілює і індивідуальну і домінуючу над нею соціальну реальність, Мосс формулює поняття про «тотальну» (цілісну людину) у єдності його біологічних, психічних і соціальних рис. Він робить акцент на системно-структурному розгляді соціальних об'єктів.
Праці Мосса присвячені, здебільшого, дослідженню різних сторін життя архаїчних суспільств. Мосс висунув ідею «тотальних соціальних фактів», з яких витікає установка на комплексне дослідження соціальних фактів і виявлення найфундаментальніших з них у конкретних соціальних системах; ці факти є одночасно економічними, юридичними, релігійними, естетичними тощо. Ця ідея здійснила вплив на Г. Д. Гуревича і Клода Леві-Стросса.
Мосс зробив величезний вклад у розвиток соціології тіла. Він показує, що тіло можна розглядати з соціологічної точки зору. У своїй статті «Техніка тіла» демонструє, що способи використання тіла змінюються залежно від віку, статі, культури, до якої належить людина. Завдяки твердженню, що тіло як вищою мірою біологічна цілісність соціально використовується по-різному, і цим відкривається шлях до нової соціології. Адже таким чином, соціолог вперше розглядає тіло як мікрокосм суспільства.
Мосс ввів поняття «габітус» — це система набутих диспозицій, яка породжує і структурує практику агента і його уявлення. Це вплинуло на П'єра Бурдьє, який приділив багато уваги цьому питанню.
У статті «Обов'язковий вияв почуттів» Мосс показує, що навіть почуття можуть бути предметом соціологічного аналізу, адже вони виражають не обов'язково настрої окремої особи, а часто є поведінкою, приписаною суспільством. Почуття також неоднакові в різних культурах. Соціологічний підхід дає змогу побачити, що почуття є свого роду мовою.
Новаторською є праця «Категорія людського розуму: поняття особи, поняття себе», яка закладає основи вивчення індивідуалізму.

## Нарис про дар
Цей твір Мосса можна вважати квінтесенцією всієї його наукової діяльності. Тенденція до розгляду соціального життя як процесу безперервного і універсального обміну матеріальними і символічними благами була присутня і в більш ранніх його дослідженнях. Більше того, у всій його науковій творчості простежується прагнення бачити у різноманітних соціальних явищах рівновагу, взаємодоповнюваність, взаємну компенсацію, які виступають для нього як свого роду основоположний закон соціального життя, його неодмінна умова. Так, у дослідженні Мосса і Юбера про жертвоприношення останнє, по суті, уявлялося як обмін, як дар, в якому той, хто приносить жертву, віддає щось, що належить йому, розраховує отримати за це якусь компенсацію (матеріальну або символічну) від надприродних сил, яким приноситься жертва. Можна сказати, що вся творчість Мосса пронизана ідеєю взаємності і обміну як основного принципу соціального життя.
Серед вчених, які здійснили вплив на підхід Мосса до проблематики соціального обміну, варто загадати Е. Дюркгейма. І хоча Дюркгейм не звертався спеціально до дослідження обміну, його інтерпретація суспільства як моральної сутності, яка ґрунтується на солідарності, взаємозв'язки і взаємозалежності його індивідів та груп, безсумнівно, здійснили вплив на концепцію Мосса.
Поштовх до написання нарису дала політика більшовиків. Будучи соціалістом, але при цьому критично ставлячись до марксизму й, тим більше, більшовизму, Мосс цікавився процесами в Радянському Союзі. Впровадження Нової економічної політики змусило його задуматись над проблемами ринку й обміну — якщо навіть більшовики не змогли просто скасувати торгівлю, то ліві мають краще зрозуміти, чим же насправді є «ринок». За словами антрополога Дона Калба, «"Нарис про дар" був відповіддю на революційні марксистські спалахи в Центральній та Східній Європі наприкінці Першої світової війни французького соціолога дюркгаймівської школи, який вірив у кооперативізм, ринок, майно та можливості цивілізованої співпраці між класами в рамках моралізованої національної держави... Нарис був не лише критикою "комерційного суспільства" Адама Сміта, з його оспівуванням ліберального homo economicus. Це була ще більшою мірою відмова від радянського та німецького комунізму й марксистських способів аналізу класової боротьби».
Дослідження Мосса ґрунтується на аналізі етнографічних описів життя аборигенів Океанії, Австралії, Північної Америки, а також деяких древніх релігійно-правових систем. На величезному етнографічному і історичному матеріалі автор показує, що до появи грошей (в тій чи іншій формі) і ринку універсальним засобом обміну в архаїчних суспільствах було дарування; таким чином обмін є не просто економічною угодою у простому європейському розумінні. В той же час дар в цих суспільствах не є чисто альтруїстичний акт, тому що він неодмінно передбачує компенсуючий взаємний дар в тій чи іншій формі, але, на відміну від звичайної угоди, ці два акти віддалені один від одного у часі. Будучи формально добровільними, насправді дари є обов'язковими. З трьох тісно пов'язаних між собою обов'язків, які складають обмін у формі дару: давати, брати, відшкодовувати, — найбільш суттєвою, на погляд Мосса, є обов'язок відшкодування. Ухилення від одного з цих обов'язків тягне за собою серйозні наслідки для суб'єктів обміну, аж до оголошення війни.
Особливу увагу Мосс приділяє розгляду потлача — звичаю, широко розповсюдженого серед індійців тихоокеанського узбережжя Північної Америки. Будь-яка менш чи значніша подія в їх житті супроводжувалася роздачею дарів, пригощанням, бенкетами. Між кланами, племінними групами і індивідами існувала справжня боротьба за першість у марнотратстві, яка доходила до знищення майна. Віддаючи або знищуючи свої багатства, реально обмінювали їх на вищий престиж. Потлач, за Моссом, являє собою «тотальний соціальний феномен».

## Праці
- Нарис про природу і функції жертвоприношення (1899);
- Про деякі первісні форми класифікації (1903) (у співпраці з Е. Дюркгеймом);
- Нарис загальної теорії магії (1904) (у співпраці з А. Юбером);
- Нарис про сезонні зміни в суспільствах ескімосів (1906) (за участі А. Беша);
- Обов'язковий вияв почуттів (1922);
- Реальні та практичні зв'язки між психологією і соціологією (1924);
- Нарис про дар. Форма і підстави обміну в архаїчних суспільствах (1925);
- Фізичний вплив на індивіда колективно навіяної думки про смерть (Австралія, Нова Зеландія) (1926);
- Ділення і пропорції ділення соціології (1927);
- Цивілізації: елементи і форми (1929);
- Соціальний зв'язок в полісегментарних суспільствах (1932);
- Фрагмент плану загальної дескриптивної соціології (1934);
- Техніка тіла (1935);
- Категорія людського розуму: поняття особи, поняття себе (1938);
- Техніки і технологія (1941).